# Hla Thein
Hla Thein (ur. 25 kwietnia 1944 w Pon) – birmański lekkoatleta, długodystansowiec, dwukrotny olimpijczyk. 
Na swych pierwszych igrzyskach olimpijskich w 1968 zajął 47. miejsce w biegu maratońskim (2:54:03,6), cztery lata później osiągnął 57. pozycję z czasem 2:48:53,2.
Mistrz igrzysk Azji Południowo-Wschodniej (wówczas igrzyska Półwyspu Indochińskiego). Zdobył złoto w maratonie w 1971 roku z czasem 2:40:02.
Rekord życiowy w maratonie – 2:27:29 (1972).